# Elida Almeida
Elida Almeida, née le 15 février 1993 dans la ville de Pedra Badejo, dans l’île de Santiago, est une chanteuse capverdienne.

## Biographie
Elle a eu une enfance difficile, dans les montagnes de Santiago, est mère à 17 ans, mais chante à l’église, où elle se forme à la technique vocale, et écoute la radio : « Je suis née et j’ai grandi dans une zone qui n’a pas d’électricité, même maintenant. Notre seul divertissement était une radio à pile », dit-elle. Puis elle travaille sur une des radios communautaires comme DJ et présentatrice, chantant là encore, souvent, par-dessus les morceaux qu'elle passe. Elle écrit ses premières compositions, dont  Nta Konsigui (je vais réussir).
Elle se présente à des concours locaux, qu’elle remporte, puis chante dans des bars du Cap Vert, et commence à se faire connaître. Le producteur franco-cap-verdien José da Silva, à l'origine de la notoriété de Cesária Évora, s'intéresse à son parcours : elle a un style bien différent de la chanteuse la plus connue de morna coladeira cap-verdienne, est davantage influencée par le funaná, le batuque, les rythmes inventés par des esclaves déserteurs, mais possède une sincérité similaire dans son expression. Moins de deux ans plus tard, son premier album, Ora doci, Ora margos sort, au Cap-Vert en décembre 2014 puis au Portugal et en France, suivi des premiers concerts en France et aux États-Unis. En 2015, elle participe notamment au Festival Musiques Métisses en mai à Angoulême, et est pour la première fois sur scène à Paris, le même mois. En novembre 2015, elle est désignée lauréate du prix Découvertes de RFi, désigné par un jury présidé par la malienne Oumou Sangaré,. Elle se produit ensuite sur le continent africain, notamment en ouverture du festival des musiques urbaines d'Anoumabo (FEMUA), et à la 10e édition du festival de jazz de Kinshasa ou JazzKif.

## Discographie
Albums 
- Ora doci, Ora Margos (décembre 2014 - publié par Harmonia au Cap-Vert)[6]
- Ora doci, Ora Margos (mai 2015 - publié par Lusafrica dans le reste du monde)
- Kebrada (octobre 2017 - Lusafrica)
- Gerasonobu (novembre 2020 - Lusafrica)[7]
- Di Lonji (janvier 2023 - Lusafrica)

EP 
- Djunta Kudjer (mars 2017 - Lusafrica)

Singles 
- Txika (juillet 2016 - Lusafrica)[8]
- Di Mi Ku Di Bo (janvier 2017 - Lusafrica)[9]
- É Zonban feat Djodje (juillet 2017 - Lusafrica)[10]
- Sou Free (Mo Laudi Remix) feat Flavia Coelho (juillet 2018 - Lusafrica)[11]
- Homi Nha Amiga feat Elji Beatzkilla (juin 2019 - Lusafrica)
- Ta Due avec Roberta Campos (octobre 2019 - Lusafrica)
- Nada Ka Muda (juin 2020 - Lusafrica)

Duos 
- Nhu Santiagu avec Lura dans son album Herança (2015)

## Accompagnateurs
Elle est accompagnée de Nelly Cruz, une guitariste bassiste, de Diego Gomes au clavier, du batteur Magik Santiago, et du guitariste Hernani Almeida, qui a signé également les arrangements des titres de l'album Ora doci, ora morgas.

### Webographie
- Ressources relatives à la musique :   - Discogs
  - MusicBrainz
  - Rate Your Music
  - Songkick
- Ressource relative à l'audiovisuel :   - Africultures
- Notices d'autorité :   - VIAF
  - ISNI
  - BnF (données)
  - LCCN
  - GND
  - WorldCat